# Międzynarodowa Federacja Hokeja na Trawie
FIH – Międzynarodowa Federacja Hokeja na Trawie; ang. International Hockey Federation (Fédération Internationale de Hockey sur Gazon, czyli FIH) – organizacja hokeja na trawie powstała w 7 stycznia 1924 roku. Obecnie zrzesza 127 państw (17 z Afryki, 30 z Azji, 45 z Europy, 9 z Oceanii i 26 z Ameryki). Początkowo siedzibą była w Brukseli, a od 2005 znajduje się w Lozannie.
Prezydentem FIH jest od 2022 roku Pakistańczyk Ikram Tayyab.
W 1927 roku powstało IFWHA (International Federation of Women's Hockey Associations), federacja zajmująca się kobiecym hokejem na trawie.

## Prezydenci FIH
| Narodowość | Imię Nazwisko           | Lata      |
| ---------- | ----------------------- | --------- |
| Francja    | Paul Léautey            | 1924–26   |
| Francja    | Frantz Reichel          | 1926–32   |
| Francja    | Marcel Bellin du Coteau | 1932–36   |
| Niemcy     | Georg Evers             | 1936–45   |
| Belgia     | Robert Liégeois         | 1945–46   |
| Holandia   | Quarles van Ufford      | 1946–66   |
| Belgia     | René Franck             | 1966–83   |
| Francja    | Étienne Glichitch       | 1983–96   |
| Hiszpania  | Juan Ángel Calzado      | 1996–2001 |
| Holandia   | Els van Breda Vriesman  | 2001–08   |
| Hiszpania  | Leandro Negre           | 2008–16   |
| Indie      | Narinder Batra          | 2016–22   |
| Pakistan   | Ikram Tayyab            | 2022-     |